# Alberto Chiesa
Alberto Henri Chiesa war ein Schweizer Tennisspieler.

## Leben
Chiesa nahm 1920 am Tenniswettbewerb der Olympischen Sommerspiele in Antwerpen teil. Im Einzel unterlag er nach einem Freilos zum Auftakt dem Franzosen Jacques Brugnon. Im Doppel zog er seine Teilnahme zurück. Weitere relevante Turnierteilnahmen umfassten die Hartplatz-Weltmeisterschaften und die Tennis-Hallenweltmeisterschaften 1922, wo er jeweils früh ausschied. Seine letzte Teilnahme an einem Turnier ist von 1930 überliefert.
Zu seinen Geburts- und Sterbedaten ist nichts bekannt.